# Bobby Richardson
Robert Clinton Richardson (Sumter, Carolina del Sur, 19 de agosto de 1935), más conocido como Bobby Richardson, es un exjugador profesional estadounidense de béisbol que se desempeñó en la posición de segunda base en las Grandes Ligas de Béisbol (MLB). Es poseedor de cinco Guantes de Oro.

## Carrera
Richardson jugó como profesional doce temporadas en New York Yankees (1955-1966), equipo en el que se retiró.

## Premios
Fue galardonado con el Guante de Oro en cinco oportunidades (1961, 1962, 1963, 1964 y 1965).